# Comuna Nova Mohîlnîțea, Terebovlea
Nova Mohîlnîțea (în ucraineană Нова Могильниця) este o comună în raionul Terebovlea, regiunea Ternopil, Ucraina, formată din satele Nova Mohîlnîțea (reședința) și Stara Mohîlnîțea.

## Demografie
Componența lingvistică a comunei Nova Mohîlnîțea
     Ucraineană (99,92%)
     Alte limbi (0,08%)
Conform recensământului din 2001, majoritatea populației comunei Nova Mohîlnîțea era vorbitoare de ucraineană (99,92%), existând în minoritate și vorbitori de alte limbi.